# Stadion Septemwri w Razłogu
Stadion Septemwri (bułg. Стадион Септември) – stadion piłkarski w Razłogu, w Bułgarii. Obiekt może pomieścić 8000 widzów. Swoje spotkania na stadionie rozgrywają piłkarze klubu Pirin Razłog.